# Lawrence Kaplow
Lawrence (Larry) Kaplow je američki scenarist i producent najpoznatiji po radu na seriji Dr. House. Iako je napisao scenarij za 20-ak epizoda, najboljim uratkom mu se smatra epizoda "Autopsy" za koju je 2005. nagrađen nagradom Ceha američkih scenarista u kategoriji najbolji scenarij epizode u TV seriji. 
Osim na Dr. Houseu, radio je i na serijama Family Law, Hack i K-Ville. Housea je napustio nakon treće sezone zbog ugovora s 20th Century Foxom, no ponovo se vratio u 5. i 6. sezoni kao scenarist i koproducent.